# Беїстерек
Беїстере́к (каз. Бейістерек) — село у складі Казталовського району Західноказахстанської області Казахстану. Входить до складу Талдиапанського сільського округу.
У радянські часи село називалось Бейстерек або Бестерек.
Населення — 83 особи (2021; 156 у 2009, 273 у 1999, 291 у 1989).